# Platte schijfhoren
De platte schijfhoren (Anisus vorticulus) is een slakkensoort uit de familie Planorbidae. De wetenschappelijke naam van de soort werd gepubliceerd in 1834 door Troschel.
De slak is beschermd volgens de Habitatrichtlijn bijlagen II en IV.
Anisus:
leucostoma · 
septemgyratus · 
spirorbis · 
vortex · 
vorticulus

Gyraulus:
acronicus · 
albus · 
chinensis · 
crista · 
laevis · 
parvus · 
riparius · 
rossmaessleri

Planorbarius:
corneus · 
†peetersi · 
Planorbella:
anceps · 
duryi · 
trivolvis · 
Planorbis:
carinatus · 
planorbis

Overig:
Bathyomphalus contortus · Helisoma nigricans · Hippeutis complanatus · Menetus dilatata · Segmentina nitida